# Gorgone muscescens
Gorgone muscescens là một loài bướm đêm trong họ Noctuidae.